# Sainte-Croix (Aisne)
Sainte-Croix és un municipi francès situat al departament de l'Aisne i a la regió dels Alts de França. L'any 2007 tenia 133 habitants.

## Demografia

### Població
El 2007 la població de fet de Sainte-Croix era de 133 persones. Hi havia 44 famílies de les quals 12 eren unipersonals (4 homes vivint sols i 8 dones vivint soles), 4 parelles sense fills, 20 parelles amb fills i 8 famílies monoparentals amb fills.
La població ha evolucionat segons el següent gràfic:
Habitants censats

### Habitatges
El 2007 hi havia 56 habitatges, 48 eren l'habitatge principal de la família, 6 eren segones residències i 2 estaven desocupats. Tots els 56 habitatges eren cases. Dels 48 habitatges principals, 34 estaven ocupats pels seus propietaris, 9 estaven llogats i ocupats pels llogaters i 5 estaven cedits a títol gratuït; 1 tenia una cambra, 1 en tenia dues, 5 en tenien tres, 9 en tenien quatre i 32 en tenien cinc o més. 37 habitatges disposaven pel capbaix d'una plaça de pàrquing. A 16 habitatges hi havia un automòbil i a 27 n'hi havia dos o més.

### Piràmide de població
La piràmide de població per edats i sexe el 2009 era:
| Homes | Edats   | Dones |
| ----- | ------- | ----- |
| 0     | 95 o +  | 0     |
| 0     | 90 a 94 | 0     |
| 0     | 85 a 89 | 0     |
| 0     | 80 a 84 | 4     |
| 4     | 75 a 79 | 0     |
| 0     | 70 a 74 | 0     |
| 4     | 65 a 69 | 0     |
| 0     | 60 a 64 | 4     |
| 0     | 55 a 59 | 0     |
| 8     | 50 a 54 | 0     |
| 4     | 45 a 49 | 4     |
| 4     | 40 a 44 | 12    |
| 8     | 35 a 39 | 8     |
| 8     | 30 a 34 | 8     |
| 0     | 25 a 29 | 0     |
| 0     | 20 a 24 | 4     |
| 12    | 15 a 19 | 8     |
| 0     | 10 a 14 | 8     |
| 12    | 5 a 9   | 4     |
| 0     | 0 a 4   | 4     |

## Economia
El 2007 la població en edat de treballar era de 90 persones, 69 eren actives i 21 eren inactives. De les 69 persones actives 61 estaven ocupades (38 homes i 23 dones) i 8 estaven aturades (3 homes i 5 dones). De les 21 persones inactives 3 estaven jubilades, 8 estaven estudiant i 10 estaven classificades com a «altres inactius».
Activitats econòmiques
Dels 6 establiments que hi havia el 2007, 2 eren d'empreses de construcció, 1 d'una empresa de transport, 1 d'una empresa d'hostatgeria i restauració i 2 d'entitats de l'administració pública.
Dels 2 establiments de servei als particulars que hi havia el 2009, 1 era un paleta i 1 guixaire pintor.

## Poblacions més properes
El següent diagrama mostra les poblacions més properes.